# Calomicrus bispiniger
Calomicrus bispiniger es un coleóptero de la familia Chrysomelidae.
Fue descrita científicamente por primera vez en 1969 por Israelson.